# Скрипник Микола Миколайович
Микола Миколайович Скрипник (нар. 15 травня 1948, селище Пролетарський, тепер Картушине Антрацитівського району Луганської області) — український радянський діяч, бригадир робітників очисного вибою шахтоуправління імені Фрунзе виробничого об'єднання «Ровенькиантрацит» Луганської області, Герой Соціалістичної Праці (2.06.1983). Депутат Верховної Ради УРСР 11-го скликання.

## Біографія
Народився в родині шахтаря.
Закінчив заочно Комунарський гірничо-металургійний інститут Ворошиловградської області.
У 1966—1967 роках — кочегар паровоза локомотивного депо станції Дебальцеве Донецької залізниці.
У 1967—1969 роках — служба у Радянській армії.
З 1969 року — робітник очисного вибою шахти № 3-80 виробничого об'єднання «Ровенькиантрацит» Ворошиловградської області.
Член КПРС з 1971 року.
З 1974 року — бригадир робітників очисного вибою шахтоуправління імені Фрунзе виробничого об'єднання «Ровенькиантрацит» Ворошиловградської (Луганської) області.
Потім — на пенсії в селищі Пролетарський (Картушине) Антрацитівського району Луганської області.

## Нагороди
- Герой Соціалістичної Праці (2.06.1983)
- орден Леніна (2.06.1983)
- орден Трудового Червоного Прапора (1979)
- знак «Шахтарська слава» 1-го ступеня
- знак «Шахтарська слава» 2-го ступеня
- знак «Шахтарська слава» 3-го ступеня
- ордени
- медаль «За трудову відзнаку» (1974)
- медалі
- лауреат премії Ленінського комсомолу
- почесний шахтар Української РСР